# 조선민주주의인민공화국의 로력영웅

로력영웅 금별메달

로력영웅(勞力英雄)칭호는 1951년 7월 17일 조선민주주의인민공화국 최고인민회의 상임위원회 정령으로 제정되었으며, 경제 및 건설 등 사회 각 분야에서 조선로동당을 위한 노력적 위훈을 떨친 사람에게 수여하는 노동 명예 칭호이다. 소련의 노력영웅 칭호와 유사하다.

## 개요
- 최고의 영예인 공화국영웅 칭호보다 한 단계 아래이며, '로력영웅 금별메달'과 국기훈장제1급, 최고인민회의 상임위원회 명의의 영웅증서가 함께 수여된다. 한국 전쟁 중에 최고인민회의 상임위원회의 정령으로 처음 제정되었고, 일반 노동자 뿐 아니라 군인, 체육인, 문화예술인, 과학자 등도 수여받는 등 수여 대상의 범위가 넓은 편이다. 일부 외국인에게도 수여되기도 한다.
- 이 칭호는 여러 차례 수상할 수 있으며, 두 차례 수상할 경우 '2중 로력영웅'으로 영예가 더해진다. '2중 로력영웅'으로는 '정춘실 따라배우기 운동'의 정춘실이 알려져 있다.
- 이 칭호의 '영웅'적 공로는 공화국영웅칭호와 같이 '대중적 영웅주의'를 기본으로 한다.[1]
- 한국전쟁 기간에 16회가 수훈되었다.[2]

## 같이 보기
- 조선민주주의인민공화국의 공화국영웅
- 국기훈장

## 참고 자료
- 디지털 북한 백과사전 - 노력영웅
- 《연합뉴스》 (2001.3.27) 북한 경제건설의 견인차 노력영웅들 보관됨 2005-05-24 - 웨이백 머신 (《한겨레신문》 재인용)